# 達觀里 (新北市)
達觀里位於台灣新北市新店區安坑地區，原本為塗潭山一處山坡地，1990年代東帝士集團於此地開發大型建案「達觀鎮」。達觀里的里界東面以達觀路清曉橋與德安里為界；西面以二叭子植物園和雙城分隔；南面與華城之間則隔著山崙；北面與明城里接壤。
2011年曾因新北市達觀里缺水案而引發居民用水危機，在新北市朱立倫市府協商下解除危機。

## 歷史
從清領時期到日治時期，該地區的名稱為安康庄，1945年初，安康庄規劃為雙城里及公崙里。1970年公崙里分出為公崙里及德安里，2002年從德安里分出達觀里，里界就此定型至今。

## 人口
| 鄰數 | 戶數    | 男性住民*       | 女性住民*       | 男性原住民   | 女性原住民  | 原住民總人口   | 總人口數* |
| 21鄰 | 1,871戶 | 1,752人（47％） | 1,997人（53％） | 10人（53％） | 9人（47％） | 19人（0.05％） | 3,749人   |
| ---- | ------- | --------------- | --------------- | ------------ | ----------- | -------------- | --------- |

- 「*」表示包含原住民人口數。
- 括號表示包含男女人口比例，「原住民總人口」內的括號代表原住民在里鄰總人口的比例。

歷年人口統計
| 年份       | 人口總數/變化    |
| ---------- | ---------------- |
| 2013年7月  | 3,749人（▲9人）  |
| 2013年6月  | 3,740人（▼1人）  |
| 2013年5月  | 3,741人（▼8人）  |
| 2013年4月  | 3,749人（▲3人）  |
| 2013年3月  | 3,746人（▲16人） |
| 2013年2月  | 3,730人（▲1人）  |
| 2013年1月  | 3,729人（▲11人） |
| 2012年12月 | 3,718人（ ━ ）   |

## 交通
達觀里的主要道路為車子路，到了達觀社區入口才由車子路銜接到達觀路。因為達觀里為半封閉式社區，所以除了安康路或安坑一號道路之外，並沒有汽機車可通行的道路與其他里鄰社區互相通行，但有步道可通台北小城及玫瑰中國城社區。

## 外部連結
- （繁體中文）新店區公所- 達觀里